# Ліпига
Ліпига (рос. Липига) — присілок в Торжоцькому районі Тверської області Російської Федерації.
Населення становить 53 особи. Входить до складу муніципального утворення Мошковське сільське поселення.

## Історія
Від 2005 року входить до складу муніципального утворення Мошковське сільське поселення.

## Населення
| 1859 | 1886 | 2002 | 2010 |
| ---- | ---- | ---- | ---- |
| 348  | ↗490 | ↘52  | ↗53  |